# Lubjanka (metropolitana di Mosca)
Lubjanka (in russo Лубя́нка?) è una stazione della Linea Sokol'ničeskaja, la prima linea della metropolitana di Mosca ad essere inaugurata. La stazione si trova sotto Piazza Lubjanka, e fu inaugurata nel 1935 insieme alle altre stazioni della prima tratta della metropolitana moscovita.

## Storia
La costruzione della stazione iniziò nel dicembre 1933, e gli ingegneri dovettero fronteggiare le condizioni difficoltose del suolo. L'area sotto Piazza Lubjanka è composta da creta giurassica, sotto la quale vi sono strati di sabbie mobili e creta carbonifera. La stazione della metropolitana fu progettata sulla creta carbonifera, che si supponeva fosse forte abbastanza da sostenerne il peso. Si scoprì presto, tuttavia, che il sottosuolo era molto più soffice di quanto si credesse, a causa della vicinanza del canale del fiume Neglinnaja. Tutto questo comportò la costruzione del tunnel a sezioni, in modo molto veloce, per permettere al cemento di indurirsi prima che la pressione esercitata dalla creta aumentasse fino a far collassare i sostegni provvisori in legno.
Il progetto originale di Nikolai Ladovskij dovette essere modificato significativamente per affrontare questi problemi. Per minimizzare la quantità di scavi richiesti, la sala centrale progettata fu abbandonata, in luogo di un breve passaggio alla fine della stazione, per collegare le due banchine, come in molte delle stazioni della metropolitana di Londra. Ciò semplificò notevolmente la stazione, permettendo, nel futuro, di costruire la sala pianificata.
Anche dopo i cambiamenti dei disegni, la costruzione della stazione dovette affrontare problemi. Le sabbie mobili tra gli strati di creta iniziarono a penetrare nei siti di costruzione quasi immediatamente, e a causa dell'inaspettata sofficità della creta carbonifera, la stazione iniziò ad affondare lentamente. Ciò nonostante, i costruttori furono in grado di sormontare tali problemi e Lubjanka fu aperta al pubblico il 15 maggio 1935, insieme al primo tratto della metropolitana di Mosca. La prima fase di espansione della stazione fu la costruzione di una seconda entrata sul lato nord, che fu completata nel 1968. Gli sforzi eroici dei costruttori sono ricordati in una composizione scultorea nell'entrata in via Nikolskaja.
La costruzione della metà settentrionale della sala centrale fu semplificata utilizzando la nuova tecnica del surgelamento del suolo, ma questa tecnica non poté essere usata nella parte meridionale. Gli operai dovettero tornare al metodo originale della costruzione rapida di porzioni di tunnel prima che l'espansione delle sabbie distruggesse gli infissi di sostegno in legno. Una volta che la sala centrale fu terminata, furono costruiti i passaggi per le banchine utilizzando l'esplosivo. Nel 1972 la stazione fu riaperta.
La ricostruzione della stazione fu un trionfo ingegneristico, ma esteticamente ebbe molto meno impatto, con i pilastri in marmo bianco e i muri bianchi piastrellati, che andarono a sostituire i motivi di marmo scuro che colpivano l'attenzione nella vecchia stazione. Anche se ancora c'è la vecchia sezione della sala centrale, l'effetto di insieme si è perso. Gli architetti dell'espansione furono Nina Aleshina e A.F. Strelkov. Nel 1975 furono aggiunti gli ascensori al centro della piattaforma per il trasferimento alla nuova stazione Kuzneckij Most.

## Gli ingressi
Lubjanka presenta due ingressi, ognuno situato sui lati opposti della stazione. L'accesso originale è costruito al piano terra di un edificio sul lato meridionale di Piazza Lubjanka, di fronte al quartier generale del KGB. Questo ingresso è collegato a una serie di vie sotterranee nel nord della piazza. In media, 40.800 passeggeri entrano nella stazione attraverso gli ingressi, ma molti di più accedono alla stazione attraverso l'interscambio con la Linea Tagansko-Krasnopresnenskaja.

## Il nome
Il nome originale della stazione era Dzeržinskaja, originato da Piazza Dzeržinskij, ma fu modificato il 5 novembre 1990 dopo che alla piazza venne restituito il suo nome attuale, Lubjanka. Esiste ancora un busto di Feliks Ėdmundovič Dzeržinskij nell'ingresso della stazione.

## Attentato del 29 marzo 2010
Il 29 marzo 2010, questa stazione è stata oggetto di un attacco kamikaze. L'esplosione, avvenuta alle ore 7.56, ha mietuto molte vittime. Lo stesso giorno, pochi minuti dopo, è stato compiuto un attentato analogo nella stazione Park Kul'tury, sempre sulla Linea Sokol'ničeskaja.